# The Swingle Singers

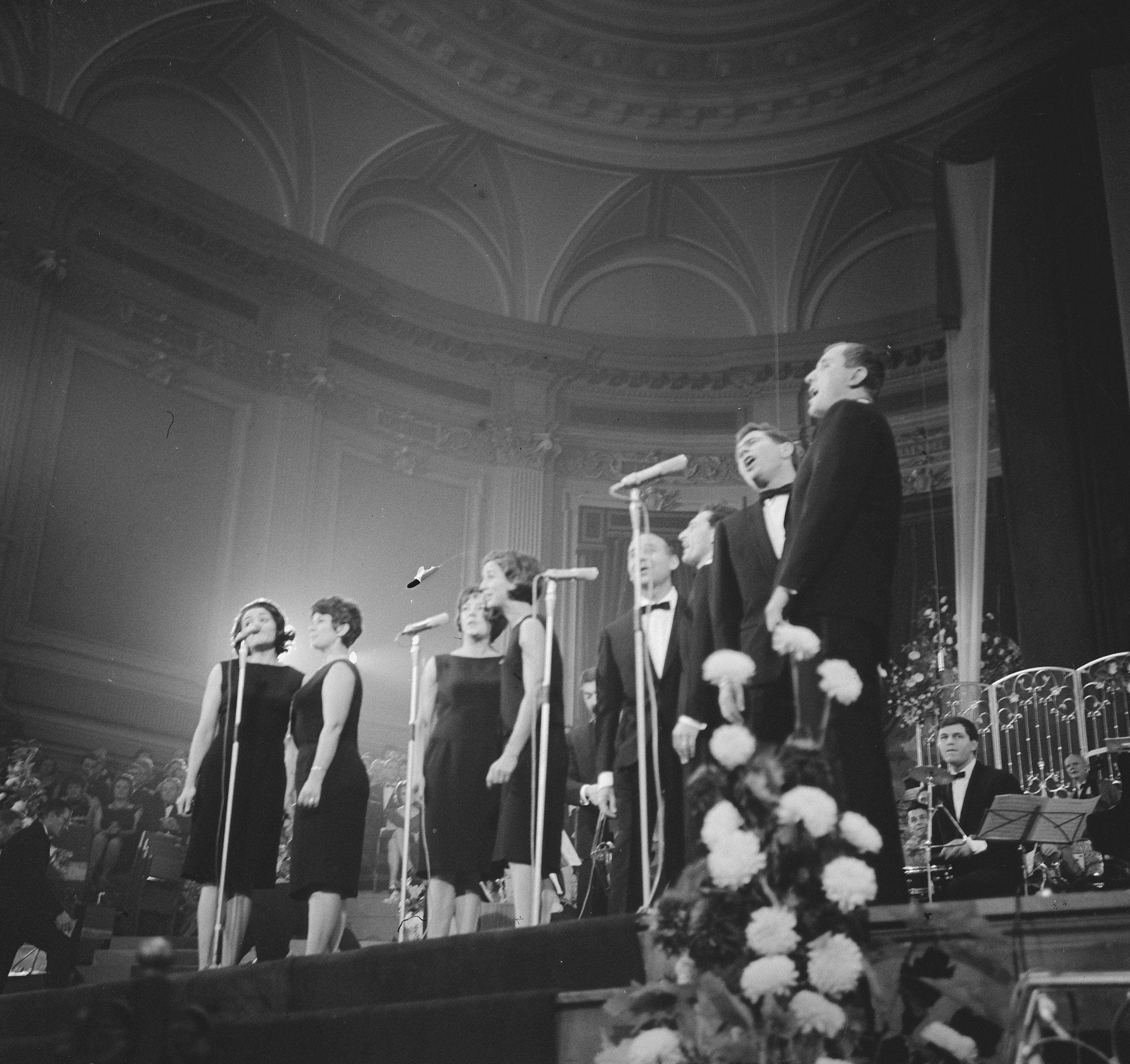
The Swingle Singers en la Grand Gala du Disque en el Concertgebouw de Ámsterdan, Países Bajos (1964)

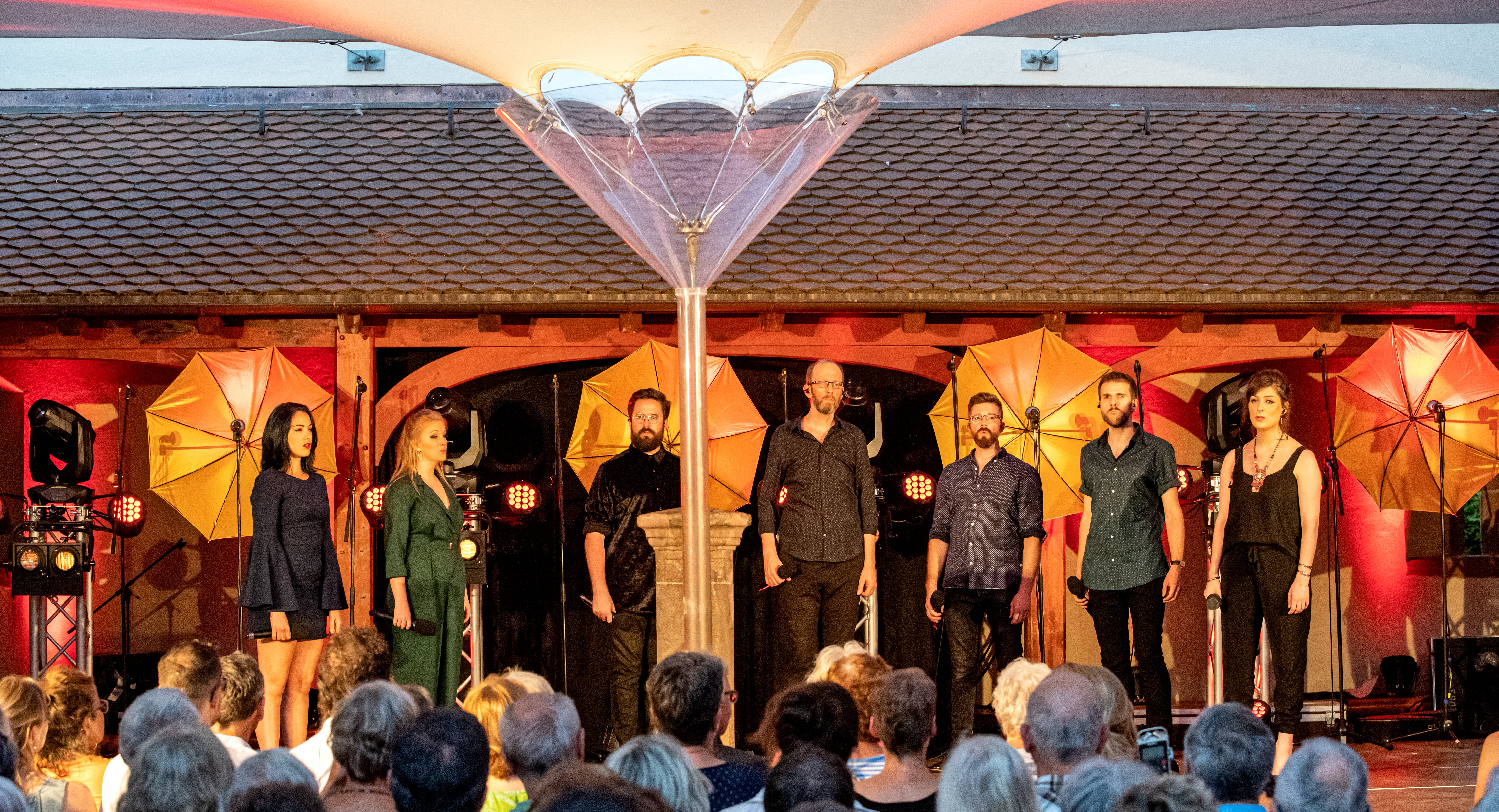
The Swingle Singers en el Black Forest Voices Festival en Kirchzarten, Alemania, el 29 de junio de 2019

The Swingles es un grupo vocal formado en 1974 en Inglaterra por Ward Swingle. El grupo reemplazó a los primeros «Swingle Singers» convocados por Swingle, grupo creado en 1962 en París, Francia, con Anne Germain, Claude Germain, Jeanette Baucomont, Christiane Legrand, Claudine Meunier, Jean-Claude Briodin y Jean Cussac.

## Historia
El grupo francés, dirigido originalmente por Ward Swingle (quien alguna vez perteneció al grupo vocal francés Les Double Six de Mimi Perrin), comenzó como cantantes teloneros principalmente haciendo los coros para cantantes como Charles Aznavour y Edith Piaf. Christiane Legrand, hermana de Michel Legrand, fue la soprano principal original del grupo. El conjunto cantó algunas vocalizaciones de jazz para Michel Legrand. Los ocho cantantes teloneros cantaron El clave bien temperado de Bach como un ejercicio de repentización o cantar a primera vista, en lo cual encontraron su ritmo musical natural. Grabaron su primer álbum Jazz Sébastien Bach como regalo para sus amigos y familiares. Muchas estaciones de radio lo tomaron, y esto llevó al grupo a grabar más álbumes y ganar un total de cinco premios Grammy. El grupo francés actuó y grabó siempre con un solo contrabajo y batería como acompañamientos.
En 1973, Ward Swingle disolvió el grupo francés original cuando él y su familia se mudaron a Londres. Más tarde contrató a miembros que debutaron como Swingle II con un énfasis inicial reorientado de la música clásica, a los arreglos de música a cappella de madrigales, así como otros estilos. El grupo actual realiza principalmente, aunque no de manera exclusiva, música a cappella y, a lo largo de las décadas, ha explorado una amplia gama de estilos, desde melodías de musicales hasta rock, música de vanguardia, música folklórica del mundo, jazz del período 1940 - 1960 y música clásica, incluido todo el repertorio del original de los Swingle Singers.
El grupo se ha presentado y grabado bajo los nombres de The Swingles, The New Swingle Singers y The Swingle Singers, antes de quedarse con The Swingles. Desde que Ward Swingle comenzó la segunda agrupación, ésta nunca se ha disuelto. Hasta 2011, el grupo constaba de ocho voces: dos sopranos, dos altos, dos tenores y dos bajos. A medida que los miembros individuales abandonaron el grupo, los miembros restantes realizaron audiciones para reemplazarlos. Ward Swingle continuó como intérprete en el grupo hasta que se mudó a Estados Unidos en 1984 y asumió el papel de «asesor musical» de los Swingles hasta su muerte en 2015.

## Actuaciones
Un primer éxito para el grupo fue «Aria para la cuerda de sol» de Bach, grabado con el Modern Jazz Quartet; el cual fue utilizado como tema de un popular programa de televisión italiano, Superquark, así como del programa infantil sueco, Beppe's Godnattstrund, presentado por Beppe Wolgers. Luciano Berio escribió su sinfonía posmoderna Sinfonia para ocho voces y orquesta en 1968 con los Swingle Singers en mente (apareciendo en la grabación original de estreno con la Filarmónica de Nueva York). También estrenaron A-Ronne de Berio en 1974, que luego grabaron en disco. También registraron «Sonnets of Desolation» de Ben Johnston en 1984. 
En 2005, su grabación de Preludio en fa menor de Bach se incorporó en el sencillo «They», de Jem Griffiths; la pieza también se usó en la película de 2006 The Gigolos. La música del grupo tiene un sonido característico y se usa con frecuencia en televisión (The West Wing, Sex and the City, Miami Vice, Glee), en películas (Bach's Pequeña fuga en sol menor (BWV 578) en Gracias por fumar, de Mozart el Concierto para trompa n.º 4 ' en Wedding Crashers, el Preludio n.° 7 (El clave bien temperado - libro 2 BWV 876] de Bach en Milk). 
El grupo de Londres cantó con la estrella del pop francés Étienne Daho en sus canciones «Timide intimité» y «Soudain» de su álbum Eden de 1996, y con el Style Council en su canción «The Story of Someone's Shoe» del álbum de 1988 Confessions of a Pop Group. Aparecieron varias veces en el programa de sketches de la BBC, The Two Ronnies, a principios de 1970. 
The Swingle Singers produjeron versiones que van desde canciones pop (Björk, Annie Lennox y The Beatles) hasta música clásica (Bach, Mozart ) y música contemporánea (Luciano Berio, Pascal Zavaro y Azio Corghi ). Sus arreglos a menudo se permean de las armonías y estilos del jazz . 
The Swingle Singers son curadores del Festival de Londres A Cappella, con sede en Kings Place . 
A febrero de 2020, los miembros actuales son: 
- Joanna Goldsmith-Eteson (soprano, Reino Unido)
- Federica Basile (soprano, Italia)
- Imogen Parry (alto, Reino Unido e hija del ex Swingle, Ben Parry )
- Oliver Griffiths (tenor, Reino Unido)[6]
- Jon Smith (tenor, EE. UU.)[7]
- Jamie Wright (barítono, Reino Unido)[8] reemplazó a Kevin Fox, quien se fue en 2019.
- Edward Randell (bajo, Reino Unido)
- Ingeniero de sonido: Hugh Walker (Reino Unido)

En septiembre de 2011, Lucy Bailey (alto) dejó el grupo y los Swingle Singers anunciaron la decisión de no reemplazarla, sino continuar como una formación de siete personas.
El 1 de noviembre de 2011, tanto Christiane Legrand como el compositor de Swingles, André Hodeir coincidencialmente murieron en París, Francia.
En septiembre de 2014, el blog francés Dans l'ombre des studios (A la sombra de los estudios) publicó Pavana para una infanta difunta de Maurice Ravel por los Swingle Singers, una grabación inédita de 1967.
Ward Swingle, quien formó el grupo, falleció a los 87 años el 19 de enero de 2015.

## Discografía
- Jazz Sebastien Bach (Philips, 1963)
- Anyone for Mozart? (Philips, 1964)
- Going Baroque (Philips, 1964)
- Les Romantiques (Philips, 1965)
- Place Vendome con el Modern Jazz Quartet (Philips, 1966)
- Rococo a Go Go (Philips, 1966)
- Concerto D'Aranjuez: Sounds of Spain (Philips, 1967)
- J. S. Bach (Philips, 1968)
- Jazz Von Bach Bis Chopin (Philips, 1968)
- Noels Sans Passeport (Philips, 1968)
- Jazz Sebastian Bach Volume 2 (Philips, 1968)
- Sinfonia/Visage con Luciano Berio, New York Philharmonic, Cathy Berberian (CBS, 1969)
- American Look (Philips, 1969)
- Bitter Ending con Andre Hodeir (Epic, 1972)
- Les 4 Saisons (Philips, 1972)
- The Joy of Singing (Philips, 1972)
- Attention! The Swingle Singers (Fontana, 1973)
- Swinging Bach (Fontana, 1974)
- Jazz Meets Baroque (Fontana, 1976)
- Swingle Bells (Columbia, 1978)
- Swingle Skyliner (Columbia, 1979)
- Folio (MMG, 1980)
- Instrumentals (Polydor, 1986)
- Christmas (Polydor, 1986)
- Sinfonia Eindrucke con la Orquesta Nacional de Francia (Erato, 1986)
- Nothing but Blue Skies (Trax, 1988)
- 1812 (Swingle Singers, 1989)
- The Bach Album (Swingle Singers, 1990)
- A Cappella Amadeus: A Mozart Celebration (Virgin, 1991)
- Around the World/Folk Music/An A Cappela Song Collection (Virgin, 1991)
- Notability (Swingle Singers, 1993)
- Bach Hits Back (Virgin, 1994)
- Pretty Ringtime: English Twentieth Century Songs (Swingle Singers, 1994)
- New World (Swingle Singers, 1995)
- The Story of Christmas (Primarily a Cappella 1998)
- Screen Tested (Swingle Singers, 1998)
- Ticket to Ride (Swingle Singers, 1999)
- Keyboard Classics (Swingle Singers, 2002)
- Mood Swings (Primarily a Cappella 2002)
- Retrospective: The 40th Anniversary Show (Sounds Good 2003)
- Unwrapped (Swingle Singers, 2004)
- Ferris Wheels (Swingle Singers, 2009)
- Weather to Fly (World Village 2013)